# Patrick Hasenhüttl
Patrick Hasenhüttl (* 20. Mai 1997 in Bonheiden, Belgien) ist ein ehemaliger österreichischer Fußballspieler und heutiger -trainer.

## Persönliches
Hasenhüttl ist Sohn des Fußballspielers und Trainers Ralph Hasenhüttl. Er wurde im belgischen Bonheiden bei Mechelen geboren, da sein Vater zu diesem Zeitpunkt beim KV Mechelen in der Division 1A spielte. Während seiner Kindheit zog die Familie nach Deutschland, wo sein Vater weiter als Spieler und später als Trainer aktiv war. Patrick Hasenhüttl wuchs im Münchner Vorort Unterhaching auf. Sein Vater spielte von 2002 bis 2004 bei den Amateuren des FC Bayern München und war von 2004 bis 2010 als Trainer bei der SpVgg Unterhaching angestellt.

## Karriere als Spieler

### Verein
Er begann mit dem Fußballspielen im Alter von fünf Jahren in den Jugendmannschaften der SpVgg Unterhaching und wechselte später als B-Jugendlicher in das Nachwuchsleistungszentrum des VfB Stuttgart. Nach seiner Zeit in Baden-Württemberg kehrte Hasenhüttl nach Bayern zurück und schloss sich dem FC Ingolstadt 04 an. In Ingolstadt, wo sein Vater von 2013 bis 2016 Trainer der Profimannschaft war, spielte Patrick für die A-Jugend sowie für die Regionalligamannschaft. In 82 Viertligaspielen gelangen dem Stürmer 23 Tore sowie vier Vorlagen.
2019 schloss sich Hasenhüttl nach dem Zwangsabstieg von Ingolstadt II in die Bayernliga dem Neu-Regionalligisten Türkgücü München an, wo er einen bis Saisonende gültigen Vertrag erhielt. Der Österreicher erzielte 13 Saisontore, womit er zum besten Torschützen der Liga wurde, und bereitete zwei weitere Treffer vor. Aufgrund der COVID-19-Pandemie wurde die Saison ab März 2020 unterbrochen und Türkgücü im Juni schließlich als Aufsteiger in die 3. Liga gemeldet. Die Mannschaft schied so aus dem Spielbetrieb, der zu einem späteren Zeitpunkt weitergeführt werden soll, aus.
Der Stürmer wechselte zur Saison 2020/21 zum künftigen Ligakonkurrenten und seinem Ausbildungsverein Unterhaching, wo er einen Zweijahresvertrag unterschrieb. Für Unterhaching absolvierte er 22 Drittligapartien, ehe der Verein zu Saisonende in die bayrische Regionalliga abstieg. In dieser kam er jedoch nicht mehr zum Einsatz, eine Meniskusverletzung setzte ihn in der Hinrunde 2021/22 außer Gefecht. Im Jänner 2022 wechselte der Österreicher erstmals nach Österreich und schloss sich dem Bundesligisten SK Austria Klagenfurt an, bei dem er einen bis Juni 2024 laufenden Vertrag erhielt. Bei den Klagenfurtern kam er aber ausschließlich für die Amateure zum Einsatz.
Im August 2022 kehrte er leihweise nach Deutschland zurück, wo er sich dem Drittligisten VfB Oldenburg anschloss. Für Oldenburg kam er zu 26 Drittligaeinsätzen, in denen er drei Tore erzielte. Mit dem Team stieg er zu Saisonende aber aus der 3. Liga ab. Zur Saison 2023/24 kehrte er zunächst wieder nach Klagenfurt zurück, spielte dort aber weiter keine Rolle. Mitte August 2023 wechselte er dann fest nach Deutschland zum Drittligisten Hallescher FC. Für Halle absolvierte er 14 Ligaspiele, ehe er im März 2024 seinen Vertrag auflöste und seine Karriere aus gesundheitlichen Gründen im Alter von 26 Jahren beendete.

### Nationalmannschaft
Hasenhüttl spielte siebenmal für das österreichische U17-Nationalteam, zweimal für die österreichische U18 und sechsmal für die U19-Nationalelf, für die er jeweils ein Tor erzielte. Mit der U19 nahm der Angreifer an der EM 2016 teil, bei der Österreich in der Gruppenphase ausschied.

## Karriere als Trainer
Einen Tag nach der Verkündung seines Karriereendes als Spieler wurde Hasenhüttl als Co-Trainer seines Vaters beim Bundesligisten VfL Wolfsburg vorgestellt. Anfang Mai 2025 trennte sich der Verein von seinem Vater und ihm.

## Erfolge
- Aufstieg in die 3. Liga: 2020 (Türkgücü München)
- Sachsen-Anhalt-Pokalsieger: 2024